# Knut Tillberg
Knut Henning Robert Tillberg, född 4 mars 1860 i Hjorteds församling, Kalmar län, död 7 september 1940 i Bromma församling, Stockholms stad, var en svensk jurist, affärsman och riksdagsman.

## Biografi
Knut Tillberg var son till bruksägaren Karl Peter Tillberg och Emma Charlotta Elliot samt kusin till Erik W. Tillberg.
Tillberg blev student vid Uppsala universitet 1879 och avlade hovrättsexamen 1885. Han blev auskultant i Skånska hovrätten samma år, vice häradshövding 1887 och var notarie i Överståthållarämbetets kansli 1888–1898. År 1893 inträdde han som direktör i AB Gällivare Malmfält och genomdrev inköpet av LKAB. Från denna post avgick han 1898. Samma år beslöts av riksdagen Malmbanan, för vilken han energiskt arbetade. Han var sekreterare och ombudsman vid Allmänna barnhuset 1889–1898. Han var ledamot av första kammaren för Kalmar läns norra valkrets 1897–1908 och tillhörde kammarens höger; han var därunder ledamot av bevillningsutskottet (1904–1906) och av bankoutskottet (1908).
Tillberg ägnade sig med stor energi och framgång åt affärsverksamhet. Han var från 1893 ledamot av Billesholmsbolagets styrelse och befrämjade industriella företag både i Sverige och utlandet, särskilt i Norge, där han grundlade en hel serie av företag och exploaterade bland annat Kristian Birkelands och Sam Eydes metod att utvinna kväve ur luften. I Sverige anlade han samtidigt Herrängs anrikningsverk efter Gustaf Gröndals metod och bildade senare bland annat Trollhättans Elektrotermiska AB. Han lät anställa undersökningar för att ur svenska skifferlager utvinna mineraloljor. År 1914 tilldelades han Linnémedaljen. Han invaldes 1920 som hedersledamot av Ingenjörsvetenskapsakademien.

## Fastigheter
Tillberg förvärvade genom åren ett flertal ståndsmässiga fastigheter:
- Grünewaldvillan i Saltsjöbaden (uppförd 1893, såld 1911)
- Nygård i nuvarande Västerviks kommun (förvärvad 1894)
- Tureholms slott i nuvarande Trosa kommun (förvärvat 1915, sålt 1916)
- Tillbergska villan i Stockholm (uppförd 1918–1919, såld ca 1924)